# Matej Mavrič
Matej Mavrič Rožič, né le 29 janvier 1979 à Koper, est un footballeur international slovène qui évoluait au poste de défenseur central.

## Biographie
Matej participe à la Coupe du monde 2010 en Afrique du Sud avec la Slovénie.

## Palmarès
ND Gorica
- Champion de Slovénie en 2004
- Vainqueur de la Coupe de Slovénie en 2001 et 2002.

 Molde FK
- Vainqueur de la Coupe de Norvège en 2005